# 羅納德山 (南設得蘭群島)
62°59′S 60°35′W / 62.983°S 60.583°W
羅納德山是南極洲的山峰，位於南設得蘭群島的德瑟萊申島，處於克羅納湖以北，海拔高度105米，由挪威探險隊繪入地圖和命名。